# Enrique Ballesté
Enrique Ballesté Galvéz (Ciudad de México, 10 de octubre de 1946 - 19 de septiembre de 2015) fue un actor, dramaturgo, compositor y productor de teatro mexicano. Destacó por ser promotor en los años sesenta y setenta del llamado teatro independiente en su país, y formó a varias generaciones de actores y actrices. Fundó el Centro Libre de Experimentación Teatral y Artística o CLETA con los hermanos Luis y Enrique Cisneros Luján,  Ángel Álvarez Quiñones, Claudio Obregón y Luisa Huerta entre otros, así como el grupo teatral Zumbón.

## Datos biográficos
Hijo de Sebastián Ballesté, exiliado español, y de Margarita, mexicana, estudió letras hispánicas y teatro en la Facultad de Filosofía y Letras de la Universidad Nacional Autónoma de México (UNAM). Participó activamente en el Movimiento estudiantil de 1968 y su contemporáneo, Luis de Tavira, lo llamó "el dramaturgo del 68, porque su trayectoria de moderno juglar resume el espíritu libertario que estallara en aquel año axial". En 1969, estrenó su creación Vida y obra de Dalomismo, que se hizo acreedora al Premio Celestino Gorostiza de ese año. Desde entonces, destacó por hacer canciones de protesta tales como Soy campesino o Jugar a la vida, que popularizó Amparo Ochoa. Con el grupo Zumbón realizó, hacia 1984, una gira por México con la obra ¿Por qué el sapo no puede correr?. En 1985, logró que la UNAM y el Instituto Mexicano del Seguro Social apoyaran por primera vez un montaje elaborado por un grupo independiente con la obra de Ballesté: Los Flores Guerra, una crítica social ambientada en los meses del movimiento estudiantil de 1968 que se estrenó a finales de 1985, en el Teatro Legaria de la capital mexicana.[cita requerida]

## Experiencias
- 2015 Miembro del Sistema Nacional de Creadores Artísticos
- 2014 Cuento infantil con diseñador Lo que pasó a Francisco
- 2013 Obra con diseñador Cómico, de Enrique Ballesté.
- 2010-2011-2012 Papá está en la Atlántida, de Javier Malpica (actor).
- 2010 La muerte de Buchner, de Edén Coronado (actor).
- 2010 Jurado de la muestra de teatro (muestra nacional) en Morelia, Michoacán.
- 2009 Disco Canciones Ballesté, con presentaciones en diversos foros.
- 2008 El rey se muere, de Eugene Ionesco (adaptación y dirección).
- 2008 De qué vivir, espectáculo de música y reflexión (música y teatro).
- 2008 Palomas, de Jesús Coronado (música original y canciones).
- 2007 Benito seas, de Enrique Ballesté (autor y músico).
- 2006 Siberia, de Enrique Ballesté (autor y músico).
- 2006 Facundo y los buses que cuelgan del cielo (16mm), cortometraje de Alejandro Ramírez Corona (actor).
- 2005 Hace falta un buen blues (16mm), cortometraje de Alejandro Ramírez Corona (actor).
- 2003 El ausente, de Víctor Hugo Rascón Banda (actor).
- 2002 Las aves, de Aristófanes (música).
- 2001 Cantina, de Enrique Ballesté (autor y actor)
- 2001 Años 20 (poetas), disco de Enrique Ballesté.
- 2000 El Santa Rosa, guion radiofónico en dos partes de Enrique Ballesté.
- 1999 El cuarto de sol, de Jesús Coronado y Enrique Ballesté.
- 1997 Angelina, de Tomás Calvillo y Jesús Coronado (actor).
- 1996 Una familia de gorilas en su ambiente natural, de Enrique Ballesté.
- 1994 Becario durante seis años del Sistema Nacional de Creadores Artísticos (Fonca)
- 1994 Eurídice: canción medio triste en cuatro canciones y un epílogo, de Enrique Ballesté (autor y actor).

Pescar águilas, paráfrasis a la obra El pupilo que quiere ser tutor, de Peter Handke.
Respira discreto, de Enrique Ballesté / 20 años del Grupo Zumbón.
- 1992 Gira por Europa para participar en el Festival Internacional Puppetbuskers
- 1991 Tres héroes, de Enrique Ballesté, proyecto seleccionado en la primera convocatoria de teatro del Instituto Mexicano del Seguro Social.

Buitres y chacales, de Enrique Ballesté, participación en el Segundo Festival de México.
- 1989 Cuentos chinos, de Enrique Ballesté, participación en el Primer Gran Festival de México.

Puente Alto, de Enrique Ballesté; premio de obra de teatro, Mexicali, Baja California.
- 1988 Creación colectiva del Grupo Zumbón nacional que significa el inicio de una búsqueda más estricta del teatro urbano popular del distrito, de lo chilango.
- 1987 Ay, me duele, montaje colectivo para guarderías.
- 1986 Participación en el XVI Festival de los Teatros Chicanos, en el estado de Morelos.
- 1986 Develación de la placa por las 300 representaciones de ¿Por qué el sapo no puede correr?
- 1985 Los Flores Guerra, de Enrique Ballesté, en el Teatro Legaria.
- 1983-1984 Giras por todo el país con instituciones como la Secretaría de Educación Pública, el Instituto de Seguridad y Servicios Sociales para los Trabajadores del Estado (ISSSTE): cursos de creación dramática, con maestros normalistas. Saltillo, Coahuila.
- 1982 Intento por formar una organización de teatro independientes (CONTE)

Acercamiento a las dependencias culturales del Estado para difundir el teatro de manera popular y masiva.
- 1981 Participación en el V Coloquio Internacional de Grupo de Teatros, en Zacatecas.

Montaje de La miel amarga, de Manuel Galich.
- 1980 Creación de las canciones teatrales para el segundo disco del Grupo Zumbón, patrocinado por el gobierno del estado de Sinaloa.
- 1979 Temporada de Anastas o el origen de, en el Foro Isabelino.
- 1978 Gira por el estado de Sinaloa durante cinco meses dando funciones en reclusorios, escuelas secundarias, etcétera, e impartiendo talleres de iniciación al teatro.
- 1977 Participación en el Primer Encuentro Latinoamericano de Teatro en Nueva York y en el Séptimo Festival de Teatros Chicanos en Los Ángeles, con la obra Tropicopera.

Mexicanos al grito de guerra
Montaje de la obra Traición, de Enrique Ballesté.
- 1975- Disco Crónica

Gira por comunidades campesinas de Yucatán con las obras de creación colectiva La junta nacional de los ratones y La familia Chumada.
- 1975 Inicio del grupo de teatro y música Zumbón
- 1974 Trabajo por un año en San Luis Potosí, con el grupo de teatro Zopilote.

Gira por América Latina durante seis meses con material musical (Colombia, Venezuela, Ecuador, Perú).
- 1973 Música y disco para la obra Fantoche
- 1973 Fundador del Centro Libre Expresión Teatral y Artística (CLETA)

Séptimo sello, de Igmar Berman (actor).
- 1973 Vida e morte Severina, de Chico Buarque y de Joao Cabral de Melo Neto (dirección musical).
- 1973- Fundador del STEUNAM
- 1970- Disco Jugar a la vida
- 1970-1973 Miembro de Teatro
- 1969 Vida y obra de Dalomismo, de Enrique Ballesté; Premio Celestino Gorostiza al mejor autor; premio y mención a la mejor dirección.

Trabajador en Orientación y Servicios Sociales, UNAM.
- 1968 Estreno de Mínimo quiere saber, de Enrique Balleste.

Diversos recitales de canciones propias durante el movimiento del 68.
- 1967 Alguna parte, algún tiempo, de Enrique Ballesté.
- 1967-1969 Primeras publicaciones en la revista universitaria Punto de Partida (poesía, cuento, ensayo).

## Currículum Poético Ballesté
Nací de una madre bien mexicana y de un padre muy catalán refugiado en este país. Mestizo en primera línea; independencia en la sangre. Por parte de madre heredé México, sustento, base, enigma por descifrar. Por parte de padre el antifascismo y el sentido comunitario. Sin ser niño bien, con profesores del exilio español estudie el espíritu y la materia. Todo perfecto. Fui sanito. Crecí en una burbuja donde las cualidades, si las hay, florecen. Doce años después desemboque en Filosofía y Letras y vagando en el Limbo me estrelle contra el año sesentaiocho. Comenzaron las preguntas ¿Para qué las cualidades y las virtudes?  ¿Por qué un esquema viejo y sinsentido? ¿Para quién la cultura? Me cultivaba “mousse au chocolate” para una patria hundida en el hambre y el analfabetismo. ¡Que tontería! Perfecto contrasentido porque: Mis colonias:la Doctores, la Roma, la Escandon, la Portales, la Guerrero.Mis  transportes: el Roma- Mérida, el Circuito- Hospitales, el tren del Valle, el Tetepilco, y por supuesto el metro. Mis equipos: el Atlante, los Diablos Rojos y el representativo nacional en todas sus especialidades atléticas .Mi música: las rancheras, el bolero, la tropical, el rock en español, lo más clásico en la música popular y lo más popular de la música clásica y claro mis canciones y mi música. Mi línea política y ética: ser derecho por la izquierda. Mi teatro: escribir  como dramaturgo solo, adaptar textos no teatrales para el teatro, y en compañía del Grupo Zumbón y del Rinoceronte Enamorado, ser creador con compañía. Mi público: el que no lo conoce o afirma que no le atañe o no le es indispensable. Entonces: ¿para que alimentar a los siempre alimentados? ¿para que lucir la metáfora en los lucideros? ¿para que encerrarse en un núcleo de amigos aplaudidores?¿porque vivir la vida entre la punta de la nariz y la esquina del ego? ¿para que escribir para los mismos? . El país es amplio. La patria es una linda abandonada. El que puede no lo hace donde debe sino donde le conviene. El que puede se guarda para si las letras y no alfabetiza. El educado se cree mucho y no se prueba. Sigo en busca de la palabra teatral, la que no puede ser substituida por los otros componentes del hecho escénico. La palabra que surge después que el cuerpo se mueve o al ser dicha mueve al cuerpo. La escenografía ubica, la luz intenciona, la música motiva, y los actores exigen un texto indispensable para ser personajes, una voz indiscutible para que camine la trama. La palabra teatral genera literatura dramática, que por sí misma  debe resultar atractiva y no solo una guía para iniciados. Las palabras y sus consecuencias, las acciones y sus propósitos corren el riesgo de perder sentido si se esperan a actuar en el momento preciso. ¿Para que empeñarse  en crear lo inútil pudiendo mostrar lo necesario? El teatro vive gracias a diferentes y exigentes oficios, y es  con la ayuda de los diferentes oficiantes que existe, pero en este país convulsionado quien garantiza que viviremos los próximos años. Me arriesgo a decir y dejar testimonio de mis preocupaciones, en el escenario.[cita requerida]